# District de Bazhou
Le district de Bazhou (巴州区 ; pinyin : Bāzhōu Qū) est une subdivision administrative de la province du Sichuan en Chine. Il correspond au centre urbain de la ville-préfecture de Bazhong.

## Démographie
La population du district était de 1 225 931 habitants en 1999.